# Mycochaetophora japonica
Mycochaetophora japonica är en svampart som beskrevs av Hara & Ogawa 1931. Mycochaetophora japonica ingår i släktet Mycochaetophora, divisionen sporsäcksvampar och riket svampar.   Inga underarter finns listade i Catalogue of Life.